# Kreis Jork
| Basisdaten                                    | Basisdaten           |
| --------------------------------------------- | -------------------- |
| Preußische Provinz                            | Hannover             |
| Regierungsbezirk                              | Stade                |
| Verwaltungssitz                               | Jork                 |
| Bestandszeitraum                              | 1885–1932            |
| Fläche                                        | 167 km²              |
| Einwohner                                     | 21.064 (1925)        |
| Bevölkerungsdichte                            | 126 Einw./km² (1925) |
| Gemeinden                                     | 21 (1910) 19 (1932)  |
| Lage des Kreises Jork in der Provinz Hannover |                      |
|                                               |                      |

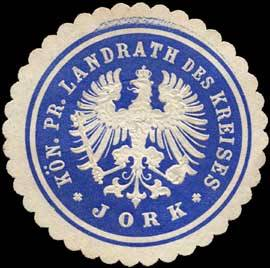
Siegelmarke Königlich Preussischer Landrath des Kreises - Jork

Der Kreis Jork war ein preußischer Landkreis in der Provinz Hannover, der von 1885 bis 1932 bestand. Kreissitz war Jork im Alten Land.

## Geschichte
Der Kreis wurde am 1. April 1885 im Rahmen der Neubildung der Kreise in der Provinz Hannover aus der selbständigen Stadt Buxtehude, dem alten Amt Jork und der Gemeinde Neuland des alten Amtes Harsefeld gebildet.
Hasselwerder und Nincop wurden 1929 zur neuen Gemeinde Neuenfelde zusammengeschlossen. Die Gemeinde Neuland wurde 1931 nach Buxtehude eingemeindet.
Am 1. August 1932 wurde durch eine Verordnung des preußischen Staatsministeriums der Kreis Jork mit Wirkung zum 1. Oktober 1932 aufgelöst. Das Gebiet östlich der Este, bestehend aus den Gemeinden Francop, Hove, Neuenfelde, Rübke und Moorende wurde dem Landkreis Harburg im Regierungsbezirk Lüneburg angegliedert, das Gebiet westlich der Este ging an den Landkreis Stade.

## Landräte
- 1885–1891 Heinrich Küster
- 1891–1903 Walter Teßmar
- 1903–1907 Max Fischer
- 1907–1911 Otto Wachs
- 1911–1917 Erich Moewes
- 1917–1932 Karl Schwering

## Einwohnerentwicklung
| Jahr          | 1890   | 1900   | 1910   | 1925   |
| ------------- | ------ | ------ | ------ | ------ |
| Einwohnerzahl | 20.899 | 21.028 | 21.050 | 21.064 |

## Gemeinden
Gemeinden des Kreises Jork (Stand 1. Dezember 1910):
| Gemeinde         | Einwohner | Gemeinde       | Einwohner |
| ---------------- | --------- | -------------- | --------- |
| Borstel          | 1827      | Cranz          | 603       |
| Buxtehude, Stadt | 3785      | Ladekop        | 626       |
| Estebrügge       | 624       | Mittelnkirchen | 817       |
| Francop          | 686       | Moorende       | 684       |
| Grünendeich      | 1215      | Neuenkirchen   | 612       |
| Guderhandviertel | 704       | Neuland        | 127       |
| Hasselwerder     | 1864      | Nincop         | 696       |
| Hollern          | 853       | Rübke          | 353       |
| Hove             | 484       | Steinkirchen   | 1081      |
| Jork             | 1428      | Twielenfleth   | 1194      |
| Königreich       | 787       |                |           |